# Bihpuria
Bihpuria é uma cidade e uma town area committee no distrito de Lakhimpur, no estado indiano de Assam.

## Demografia
Segundo o censo de 2001, Bihpuria tinha uma população de 10 867 habitantes. Os indivíduos do sexo masculino constituem 53% da população e os do sexo feminino 47%. Bihpuria tem uma taxa de literacia de 77%, superior à média nacional de 59,5%; a literacia no sexo masculino é de 82% e no sexo feminino é de 73%. 11% da população está abaixo dos 6 anos de idade.